# Communauté de communes Mellois en Poitou
Die Communauté de communes Mellois en Poitou ist ein französischer Gemeindeverband mit der Rechtsform einer Communauté de communes im Département Deux-Sèvres in der Region Nouvelle-Aquitaine. Sie wurde am 30. November 2016 gegründet und umfasst aktuell 58 Gemeinden. Der Verwaltungssitz befindet sich in der Gemeinde Melle.

## Historische Entwicklung
Der Gemeindeverband entstand mit Wirkung vom 1. Januar 2017 durch die Fusion der Vorgängerorganisationen
- Communauté de communes de Celles-sur-Belle,
- Communauté de communes du Cœur du Poitou,
- Communauté de communes du Mellois und
- Communauté de communes du Val de Boutonne

unter gleichzeitiger Gründung der Communes nouvelles Alloinay und Mougon-Thorigné.
Der ursprünglich als Communauté de communes du Cellois, Cœur du Poitou, Mellois et du Val de Boutonne gegründete Verband wurde mit Wirkung vom 1. Januar 2018 auf die aktuelle Bezeichnung umbenannt.
Mit Wirkung vom 1. Januar 2025 wurde folgende Fusion von Mitgliedsgemeinden durchgeführt:
- Caunay, Montalembert, Pers, Pliboux und Sauzé-Vaussais → Sauzé-entre-Bois

Mit Wirkung vom 1. Januar 2019 wurden folgende Fusionen von Mitgliedsgemeinden durchgeführt:
- Mougon-Thorigné, Aigonnay und Sainte-Blandine → Aigondigné
- Celles-sur-Belle und Saint-Médard → Celles-sur-Belle
- Chef-Boutonne, La Bataille, Crézières und Tillou → Chef-Boutonne
- Chail und Sompt → Fontivillié
- Saint-Génard und Pouffonds → Marcillé
- Melle, Mazières-sur-Béronne, Paizay-le-Tort, Saint-Léger-de-la-Martinière und Saint-Martin-lès-Melle → Melle
- Prailles und La Couarde → Prailles-La Couarde
- Hanc, Ardilleux, Bouin und Pioussay → Valdelaume

## Mitgliedsgemeinden
| Gemeinde                                 | Einwohner 1. Januar 2022 | Fläche km² | Dichte Einw./km² | Code INSEE | Postleitzahl |
| ---------------------------------------- | ------------------------ | ---------- | ---------------- | ---------- | ------------ |
| Aigondigné                               | 4.685                    | 69,87      | 67               | 79185      | 79370        |
| Alloinay                                 | 905                      | 32,38      | 28               | 79136      | 79110        |
| Asnières-en-Poitou                       | 191                      | 19,06      | 10               | 79015      | 79170        |
| Aubigné                                  | 165                      | 29,15      | 6                | 79018      | 79110        |
| Beaussais-Vitré                          | 938                      | 25,62      | 37               | 79030      | 79370        |
| Brieuil-sur-Chizé                        | 99                       | 8,06       | 12               | 79055      | 79170        |
| Brioux-sur-Boutonne                      | 1.434                    | 15,49      | 93               | 79057      | 79170        |
| Celles-sur-Belle                         | 3.834                    | 41,37      | 93               | 79061      | 79370        |
| Chef-Boutonne                            | 2.387                    | 40,38      | 59               | 79083      | 79110        |
| Chenay                                   | 456                      | 21,70      | 21               | 79084      | 79120        |
| Chérigné                                 | 133                      | 7,88       | 17               | 79085      | 79170        |
| Chey                                     | 547                      | 21,59      | 25               | 79087      | 79120        |
| Chizé                                    | 843                      | 23,50      | 36               | 79090      | 79170        |
| Clussais-la-Pommeraie                    | 571                      | 31,03      | 18               | 79095      | 79190        |
| Couture-d’Argenson                       | 408                      | 24,16      | 17               | 79106      | 79110        |
| Ensigné                                  | 288                      | 20,30      | 14               | 79111      | 79170        |
| Exoudun                                  | 540                      | 25,95      | 21               | 79115      | 79800        |
| Fontenille-Saint-Martin-d’Entraigues     | 534                      | 15,11      | 35               | 79122      | 79110        |
| Fontivillié                              | 764                      | 24,69      | 31               | 79064      | 79110, 79500 |
| Fressines                                | 1.769                    | 9,61       | 184              | 79129      | 79370        |
| Juillé                                   | 99                       | 4,87       | 20               | 79142      | 79170        |
| La Chapelle-Pouilloux                    | 171                      | 7,85       | 22               | 79074      | 79190        |
| La Mothe-Saint-Héray                     | 1.662                    | 14,92      | 111              | 79184      | 79800        |
| Le Vert                                  | 118                      | 11,81      | 10               | 79346      | 79170        |
| Les Fosses                               | 426                      | 12,04      | 35               | 79126      | 79360        |
| Lezay                                    | 2.013                    | 45,63      | 44               | 79148      | 79120        |
| Limalonges                               | 845                      | 24,39      | 35               | 79150      | 79190        |
| Lorigné                                  | 302                      | 11,10      | 27               | 79152      | 79190        |
| Loubigné                                 | 157                      | 11,01      | 14               | 79153      | 79110        |
| Loubillé                                 | 359                      | 21,21      | 17               | 79154      | 79110        |
| Luché-sur-Brioux                         | 122                      | 5,16       | 24               | 79158      | 79170        |
| Lusseray                                 | 175                      | 8,14       | 21               | 79160      | 79170        |
| Mairé-Levescault                         | 562                      | 17,38      | 32               | 79163      | 79190        |
| Maisonnay                                | 250                      | 5,17       | 48               | 79164      | 79500        |
| Marcillé                                 | 726                      | 18,22      | 40               | 79251      | 79500        |
| Melle                                    | 5.790                    | 65,34      | 89               | 79174      | 79500        |
| Melleran                                 | 479                      | 19,90      | 24               | 79175      | 79190        |
| Messé                                    | 211                      | 12,31      | 17               | 79177      | 79120        |
| Paizay-le-Chapt                          | 255                      | 20,34      | 13               | 79198      | 79170        |
| Périgné                                  | 954                      | 21,18      | 45               | 79204      | 79170        |
| Prailles-La Couarde                      | 936                      | 35,22      | 27               | 79217      | 79370, 79800 |
| Rom                                      | 798                      | 52,38      | 15               | 79230      | 79120        |
| Saint-Coutant                            | 277                      | 11,94      | 23               | 79243      | 79120        |
| Saint-Romans-lès-Melle                   | 720                      | 8,91       | 81               | 79295      | 79500        |
| Saint-Vincent-la-Châtre                  | 599                      | 21,18      | 28               | 79301      | 79500        |
| Sainte-Soline                            | 345                      | 25,65      | 13               | 79297      | 79120        |
| Sauzé-entre-Bois                         | 2.259                    | 65,32      | 35               | 79307      | 79190        |
| Secondigné-sur-Belle                     | 487                      | 24,39      | 20               | 79310      | 79170        |
| Séligné                                  | 112                      | 9,83       | 11               | 79312      | 79170        |
| Sepvret                                  | 638                      | 17,01      | 38               | 79313      | 79120        |
| Valdelaume                               | 814                      | 50,57      | 16               | 79140      | 79110        |
| Vançais                                  | 225                      | 16,99      | 13               | 79336      | 79120        |
| Vanzay                                   | 242                      | 11,40      | 21               | 79338      | 79120        |
| Vernoux-sur-Boutonne                     | 237                      | 8,12       | 29               | 79343      | 79170        |
| Villefollet                              | 203                      | 13,04      | 16               | 79348      | 79170        |
| Villemain                                | 151                      | 16,68      | 9                | 79349      | 79110        |
| Villiers-en-Bois                         | 124                      | 18,53      | 7                | 79350      | 79360        |
| Villiers-sur-Chizé                       | 156                      | 11,37      | 14               | 79352      | 79170        |
| Communauté de communes Mellois en Poitou | 46.490                   | 1.283,40   | 36               | –          | –            |